# Werner Manneberg
Werner Manneberg (* 19. Juni 1923 in Breslau; † 11. Dezember 2000 in Berlin) war ein deutscher Politiker (SED). Er war Vorsitzender des Rates des Bezirkes Cottbus.

## Leben
Manneberg wurde als Sohn eines Gewerbetreibenden und einer Verkäuferin geboren. Seine Eltern waren Mitglieder der SPD. Manneberg besuchte die Volksschule und begann 1937 eine kaufmännische Ausbildung. Anschließend arbeitete er als Handlungsgehilfe in einer Breslauer Textilgroßhandlung. Im August 1943 wurde er wegen „Zugehörigkeit zur bündischen Jugend“ von der Gestapo verhaftet und befand sich bis September 1943 in Polizeihaft, dann bis zu seiner Befreiung im April 1945 in KZ-Haft in Buchenwald.
Im September 1945 trat Manneberg der KPD bei und wurde 1946 Mitglied der SED. Von 1945 bis 1949 war er Sekretär des Landrates in Döbeln, dann 1949/50 Kreisrat für Inneres beim Rat des Kreises Döbeln. 1950 wurde er Instrukteur in der Abteilung Staatliche Organe der sächsischen Landesleitung. 1951 besuchte Manneberg die Landesparteischule der SED in Meißen. Januar/Februar 1952 war er zunächst persönlicher Referent des Ministerpräsidenten von Sachsen, Max Seydewitz, und anschließend von Februar bis Juli 1952 Instrukteur der Abteilung Staatliche Organe des ZK der SED. Von 1952 bis 1959 wirkte er als Vorsitzender des Bezirksvorstandes Cottbus der Gesellschaft für Deutsch-Sowjetische Freundschaft. Von August 1952 bis Juli 1959 war er Vorsitzender des Rates des Bezirkes Cottbus. Manneberg wurde im Juli 1959 als Vorsitzender des Rates abgelöst, da er nach Einschätzung der ZK-Abteilung Kaderfragen „mit der Entwicklung und mit den ständig wachsenden Forderungen nicht Schritt gehalten“ habe. Die SED-Bezirksparteikontrollkommission Cottbus empfahl dem Büro der Bezirksleitung darüber hinaus Manneberg mit einer Rüge (Parteistrafe) zu belegen, da er „die Beschlüsse der Partei“ ignorieren, „ihre führende Rolle“ missachten und „managerhaft an die Lösung der Aufgaben“ herangehen würde. Von September 1959 bis 1962 fungierte Manneberg nunmehr nur noch als Vorsitzender des Rates des Kreises Neustrelitz. 
Von 1962 bis 1974 war er Erster Vizepräsident des Städte- und Gemeindetages der DDR und von 1969 bis 1988 Mitglied des Nationalrates der Nationalen Front. Von 1974 bis 1988 hatte Manneberg das Amt des stellvertretenden Generalsekretärs der Liga für Völkerfreundschaft inne und war Mitglied ihres Präsidiums. 1975 wurde er zum Vizepräsidenten der Freundschaftsgesellschaft DDR-Portugal gewählt.

## Auszeichnungen
- Vaterländischer Verdienstorden in Bronze, in Silber (1973) und in Gold (1983)
- Stern der Völkerfreundschaft in Silber (1988)